# Catedral de la Asunción (Carlow)
La Catedral de la Asunción o simplemente Catedral de Carlow (en irlandés: Ardeaglais na Deastógála; en inglés: Cathedral of the Assumption) es la iglesia catedral de la diócesis de Kildare y Leighlin ubicada en la ciudad de Carlow, en Irlanda. La catedral fue dedicada a la Asunción de la Virgen María en 1833. Es conocida por su aguja, que es uno de los puntos más altos de la ciudad, pues alcanza 151 pies (46 m). 
El Arquitecto Thomas Cobden, diseñador de gran parte de la universidad adyacente, fue el encargado de los planes para la catedral. Fue la segunda catedral católica construida en Irlanda después de la Emancipación Católica, tras la catedral de Waterford. La torre y otros detalles se inspiraron en la Lonja de los Paños de Brujas (Bélgica). La construcción de la catedral comenzó el 7 de abril de 1829. 
Frente a la catedral hay un templo más grande, la iglesia de Santa María (que ahora pertenece a la Iglesia de Irlanda), construido para ser una iglesia católica. La catedral tiene aledaño el Colegio Saint Patrick, antiguo seminario de la diócesis, por lo que muchos sacerdotes fueron ordenados en la catedral.

## Referencias

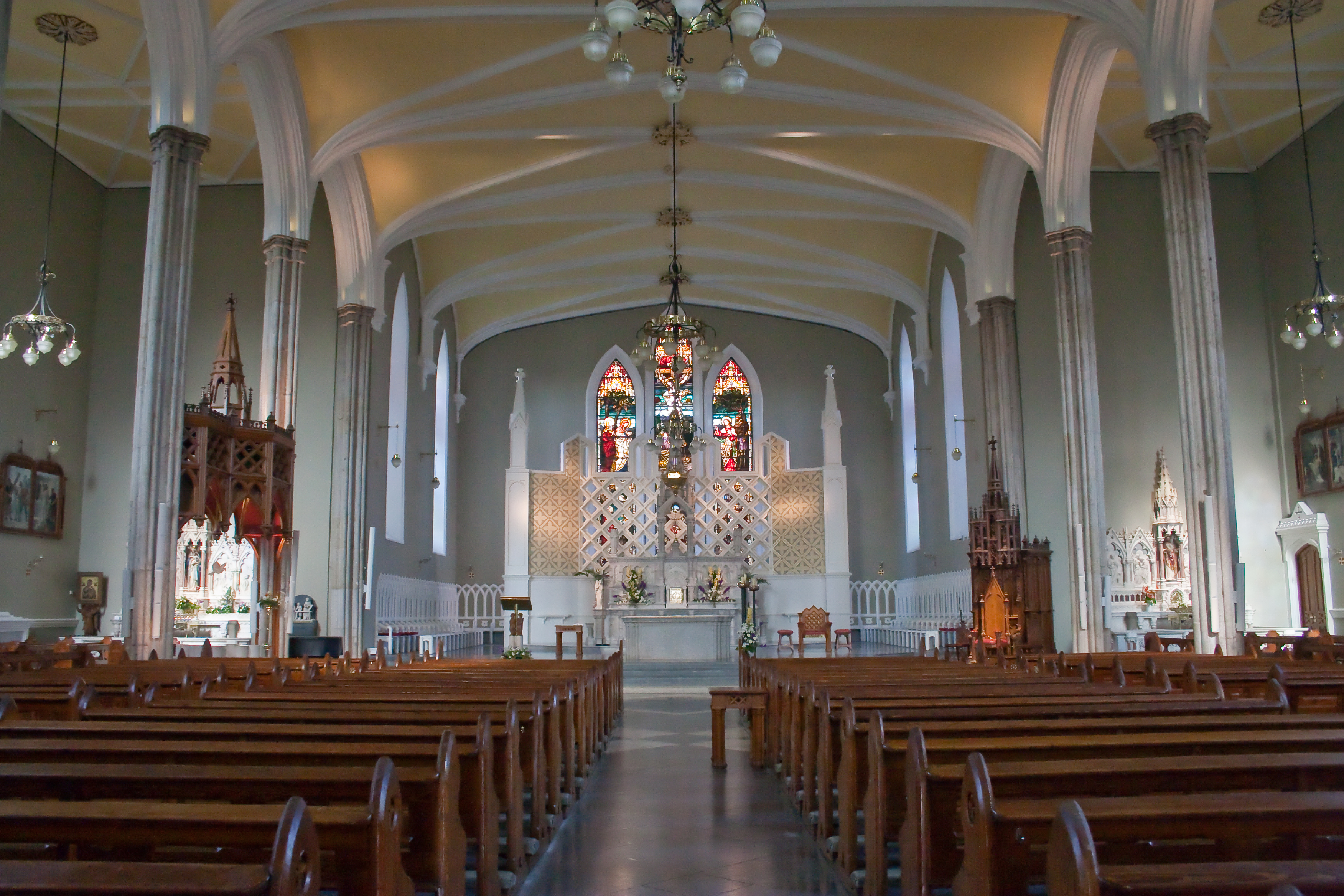
Vista interna